# Robert Fischer (Mediziner)
Robert Fischer (* 7. Februar 1930 in Porz am Rhein; † 18. August 2015 in Köln) war ein deutscher Pathologe.

## Leben
Fischer studierte 1949 bis zur Promotion 1955 Medizin in Frankfurt am Main und wollte zunächst Internist werden. Er war aber zunächst am Pathologischen Institut der Universität Bonn, bevor er 1958 in die Facharztausbildung als Internist zu Herbert Schwiegk in München ging. Er wechselte dann aber unter dem Einfluss von Herwig Hamperl wieder nach Bonn in die Pathologie. 1970 wurde er ordentlicher Professor für Pathologie an der Universität zu Köln und Direktor des Pathologischen Instituts. 1973/74 war er Dekan und 1995 wurde er emeritiert.
Er war mit Marie-Luise Schaake (* 1927) verheiratet.

## Werk
Er befasste sich mit Hämatopathologie und speziell malignen Lymphomen, deren Klassifikation und Entstehung, was auch Gegenstand seiner Habilitation 1964 war. Er setzte sich Ende der 1970er Jahre für die Referenzpathologie von Lymphomen und Leukämien ein, die sich später auch international durchsetzte. Er selbst war Referenzpathologe mehrerer Lymphom-Studiengruppen und half wesentlich dabei, ein Netzwerk von Referenzzentren für Lymphomdiagnostik aufzubauen. Er galt als Pionier der Hämatopathologie in Deutschland und Pathologe der „alten Schule“, der in erster Linie auf eigene Erfahrung und Intuition setzte und eng mit Klinikern zusammenarbeitete.
Nach der 1974 erfolgten Gründung er Deutschen Gesellschaft für pädiatrische Onkologie (GPO) half er, deren Kinderkrebs-Register aufzubauen.

## Mitgliedschaften und Ehrungen
2003 erhielt er die Rudolf-Virchow-Medaille. Er war seit 1999 Ehrenmitglied der Deutschen Gesellschaft für Hämatologie und Medizinische Onkologie (DGHO). 1991/92 war er Präsident der Deutschen Gesellschaft für Pathologie.
1990 bis 2002 war er Vorsitzender des medizinischen Beirats der Deutschen Krebshilfe (DKH) und 1992 bis 2001 in deren Vorstand. 1995 erhielt er deren Mildred-Scheel-Medaille. Er erhielt die Karl Heinz Bauer Medaille der Deutschen Krebsgesellschaft. 2001 wurde er Ehrendoktor der Ludwig-Maximilians-Universität München. 1992 wurde er Mitglied der Leopoldina.
1987 bis 1999 war er in der medizinisch-wissenschaftlichen Redaktion des Deutschen Ärzteblattes. Seit 1999 ist er Ehrenmitglied der Deutschen Gesellschaft für Hämatologie und Medizinische Onkologie.

## Schriften
Von ihm stammen Beiträge über Pathologie von Lymphomen und Immunpathologie in M. Eder, P. Gedigk (Hrsg.) Lehrbuch der Pathologie und der pathologischen Anatomie (Springer, 1974 bis 1990), in W. Rotter (Hrsg.) Lehrbuch der Pathologie (Stuttgart, Schattauer, 1980 bis 1990) und in W. Remmele (Hrsg.) Pathologie, Band 1, (Springer 1984).